# Francisco Antonio Javier de Gardoqui Arriquibar
Francisco Antonio Javier de Gardoqui Arriquibar (né le 9 octobre 1747 à Bilbao et mort le 27 janvier 1820 à Rome) est un cardinal espagnol du XIXe siècle. 

## Biographie
Gardoqui est conseiller des rois Charles III et Charles IV d'Espagne et participe aux négociations du traité d'Amiens de 1802. Le pape Pie VII le crée cardinal lors du consistoire du 8 mars 1816. 

### Source
- Fiche du cardinal sur le site de la FIU